# ويزلي جي. بوش
ويزلي جي. بوش (بالإنجليزية: Wesley Bush) هو رائد أعمال أمريكي، ولد في 1961 في الولايات المتحدة.